# 丹东枪击事件
丹东枪击事件发生在2010年6月4日，朝鲜边防部队在中华人民共和国辽宁省丹东市开枪，造成三死一伤。

## 事件过程
2010年6月4日，四名中国公民因涉嫌偷渡中朝边境从事边境贸易活动而被枪击，造成三死一伤。中国外交部发言人秦刚在6月8日证实该事件。据韩国媒体报道，被枪击人是丹东一个走私集团的成员，四人在鸭绿江上的一艘船上试图走私物资。由于朝鲜商品供应短缺，故在边境常有走私活动。在韩国因天安号沉没事件而开始对朝高度警戒后，朝鲜士兵可能怀疑中国公民是韩国间谍而开枪。朝鲜当局表示愿意赔偿遇难者家属，以免损害中朝关系。